# Pribislav Vagrski
Pribislav Vagrski je bil obodritski plemič, ki je vladal v Vagriji kot regulus (nižji kralj), * ni znano, † po 1156.
Vladal je iz Liubic v samo polovici obodritskega ozemlja. V drugi polovici je vladal Niklot.

## Življenje
Pribislav je bil sin obodritskega kneza Budivoja in nečak obodritskega kneza ali kralja Henrika. Po umoru danskega princa Knuta Lavarda leta 1131 so bila obodritska ozemlja razdeljena med Pribislava in Niklota, pri čemer je prvi prejel Vagrijo in Polabje, drugi pa Mecklenburg do reke Peene. Pribislav je prejel naziv regulus ali nižji kralj in vladal iz Liubic. Cesar Lotar Supplinburški Lotar III., kateremu je bil podrejen, je Pribislava, privrženca slovanskega poganstva, opisal kot sovražnika krščanstva in malikovalca. 
Po Lotarjevi smrti leta 1137 sta se Lotairov zet Henrik Ponosni in mejni grof Albert Medved bojevala za vojvodino Saško. Pribislav je izkoristil njun boj za upor proti oblasti Svetega rimskega cesarstva. Poleti 1138 je uničil novi grad Segeberg in vdrl v Holstein. Sasi iz Holsteina in Stormarna pod poveljstvom Henrika Badewiškega  so naslednjo zimo organizirali ogromen protinapad. Poleti 1139 so opustošili Vagrijo in jo postavil pod svojo oblast. 
Pribislavovi Vagri so bili potisnjneni v severovzhodni kot Vagrije. Knez se je  pritožil oldenburškemu škofu, da obdavčevanje in zatiranje saških gospodov potiska Vagra v Baltsko morje. Slovani v okolici Oldenburga so ohranili svoje stare verske običaje, kot je čaščenje boga Porevita. Ob torkih se je Pribislav sestajal s poganskimi svečeniki in predstavniki slovanskega prebivalstva. Holštajnski grof Adolf II. je na koncu z darili dosegel, da se je Pribislav leta 1156 spreobrnil v rimskokatoliško krščanstvo.

## Vir
- Herrmann, Joachim (1970). Die Slawen in Deutschland. Berlin: Akademie-Verlag GmbH. str. 530.